# Leandro Ramos
Leandro Parreças Ramos (Oliveira do Bairro, 21 settembre 2000) è un giavellottista portoghese.

## Biografia
Vince la medaglia d’argento ai Campionati europei under 23 di atletica leggera 2021.
Vince la medaglia d’oro ai Campionati ibero-americani di atletica leggera 2022.
Vince la medaglia d’oro ai XIX Giochi del Mediterraneo a Orano.

## Record nazionali
84,78 m
- Lancio del giavellotto: 84,78 m ( Doha, 13 maggio 2022)

## Palmarès
| Anno | Manifestazione          | Sede     | Evento                 | Risultato | Prestazione | Note |
| ---- | ----------------------- | -------- | ---------------------- | --------- | ----------- | ---- |
| 2018 | Mondiali under 20       | Tampere  | Lancio del giavellotto | 18º (q)   | 67,78 m     |      |
| 2019 | Europei under 20        | Boras    | Lancio del giavellotto | 9º        | 70,64 m     |      |
| 2021 | Europei under 23        | Tallinn  | Lancio del giavellotto | Argento   | 80,61 m     |      |
| 2022 | Giochi del Mediterraneo | Orano    | Lancio del giavellotto | Oro       | 82,23 m     |      |
| 2022 | Mondiali                | Eugene   | Lancio del giavellotto | 22º (q)   | 77,34 m     |      |
| 2022 | Europei                 | Monaco   | Lancio del giavellotto | 20º (q)   | 72,90 m     |      |
| 2023 | Mondiali                | Budapest | Lancio del giavellotto | 31º (q)   | 74,03 m     |      |
| 2024 | Europei                 | Roma     | Lancio del giavellotto | 15º (q)   | 79,17 m     |      |
| 2024 | Giochi olimpici         | Parigi   | Lancio del giavellotto | 28º (q)   | 75,73 m     |      |

## Altre competizioni internazionali
2023
- Oro in Coppa Europa di lanci